# Мідвей-Саут (Техас)
Мідвей-Саут (англ. Midway South) — переписна місцевість (CDP) в США, в окрузі Ідальго штату Техас. Населення — 2307 осіб (2020).

## Географія
Мідвей-Саут розташований за координатами 26°9′24″ пн. ш. 98°1′15″ зх. д. / 26.15667° пн. ш. 98.02083° зх. д. (26.156676, -98.020853).  За даними Бюро перепису населення США в 2010 році переписна місцевість мала площу 2,87 км², уся площа — суходіл. В 2017 році площа становила 2,68 км², уся площа — суходіл.

## Демографія
Згідно з переписом 2010 року, у переписній місцевості мешкало 2239 осіб у 557 домогосподарствах у складі 507 родин. Густота населення становила 780 осіб/км².  Було 618 помешкань (215/км²). 
Расовий склад населення:
| - 83,6 % — білих - 0,8 % — чорних або афроамериканців - 0,3 % — корінних американців - 13,4 % — осіб інших рас |

До двох чи більше рас належало 1,8 %. Іспаномовні складали 94,4 % від усіх жителів.
За віковим діапазоном населення розподілялося таким чином: 38,0 % — особи молодші 18 років, 55,4 % — особи у віці 18—64 років, 6,6 % — особи у віці 65 років та старші. Медіана віку мешканця становила 25,4 року. На 100 осіб жіночої статі у переписній місцевості припадало 92,4 чоловіків;  на 100 жінок у віці від 18 років та старших — 88,0 чоловіків також старших 18 років.
Середній дохід на одне домашнє господарство  становив 46 635 доларів США (медіана — 30 481), а середній дохід на одну сім'ю — 47 293 долари (медіана — 31 827). За межею бідності перебувало 31,6 % осіб, у тому числі 32,6 % дітей у віці до 18 років та 37,8 % осіб у віці 65 років та старших.
Цивільне працевлаштоване населення становило 985 осіб. Основні галузі зайнятості: освіта, охорона здоров'я та соціальна допомога — 26,1 %, роздрібна торгівля — 18,4 %, сільське господарство, лісництво, риболовля — 13,7 %.